# صالح جغام
صالح جغام (5 مايو 1945 - 22 فبراير 1991)، هو إذاعي ومقدم تلفزيوني تونسي.
ولد عام 1945 بمدينة حمام سوسة، والتحق بالاذاعة الوطنية التونسية يوم 1 مارس 1964، قدم للإذاعة عدة برامج منها «ليال عربية»، و «لقاءات عربية»، و «مواجهة أمام الميكروفون». و «حقيبة المفجاءات». وقدّم للتلفزة «من روائع الموسيقى العربية» و «عالم السينما» و«إبحث معنا»، بالإضافة إلى تقديمه ملفّات ثقافية آيةً في الرقيّ والحرفية. توفي في 22 فبراير 1991.